# Nicht ohne meinen Anwalt
Nicht ohne meinen Anwalt ist eine Anwaltsserie des ZDF, die 2003 ausgestrahlt wurde. Der Untertitel lautet Entscheidungen fürs Leben. Der engagierte Anwalt Georg Ritter hilft kleinen Leuten bei Rechtsstreitigkeiten.

## Handlung
Eigentlich sollte Georg Ritter die Autowerkstätte seines Vaters Arno übernehmen. Er entscheidet sich aber für ein Jurastudium, das er mit ausgezeichneten Noten abschließt. Das Angebot einer Großkanzlei, in Singapur Karriere zu machen, lehnt er ab, denn er sieht seine Berufung darin, kleinen Leuten zu ihrem Recht zu verhelfen. Als sein Freund, der greise Berliner Anwalt Ignaz Demuth einen Herzinfarkt erleidet, ergreift er die Gelegenheit und übernimmt dessen Kanzlei und Klientel. Seiner Mitarbeiterin Frau Ziesemann gefällt es gar nicht, dass er es mit den Honorarzahlungen nicht so ernst nimmt. Ärger hat der ambitionierte Anwalt immer wieder mit der Polizistin Silvia Wedekind, auch die Presse in Gestalt der Journalistin Katja Krieger steht nicht unbedingt auf seiner Seite.

## Schauspieler und Rollen
Die folgende Tabelle zeigt die Hauptdarsteller und ihre Rollen. In Nebenrollen traten unter anderen Dietrich Mattausch, Simone Thomalla, Helmut Zierl, Julia Dahmen, Eva Habermann, Krystian Martinek, Tom Mikulla, Ulrich Pleitgen, Gila von Weitershausen und Uwe Rathsam auf.
| Schauspieler       | Rolle                       | Episoden |
| ------------------ | --------------------------- | -------- |
| Björn Casapietra   | Georg Ritter                | 11       |
| Günter Mack        | Arno Ritter                 | 11       |
| Ursula Buschhorn   | Bianca Holm                 | 11       |
| Monika Baumgartner | Frau Ziesemann              | 11       |
| Gerit Kling        | Silvia Wedekind             | 11       |
| Stefan Wigger      | Ignaz Demuth                | 7        |
| Janis Kyriakidis   | Nikos Papadopolos           | 5        |
| Julia Thurnau      | Katja Krieger               | 4        |
| Tobias Gramowski   | Daniel Wale                 | 3        |
| Dirk Mierau        | Polizeiobermeister Röhricht | 3        |

## Episoden
| Folge | Titel                     | Ausstrahlung   |
| ----- | ------------------------- | -------------- |
| 1     | Entscheidungen fürs Leben | 9. April 2003  |
| 2     | Jugendliebe               | 16. April 2003 |
| 3     | In eigener Sache          | 23. April 2003 |
| 4     | Für immer und ewig        | 30. April 2003 |
| 5     | Der Todesengel            | 7. Mai 2003    |
| 6     | Der Drogenkurier          | 14. Mai 2003   |
| 7     | Frontenwechsel            | 28. Mai 2003   |
| 8     | Ein unmoralisches Angebot | 4. Juni 2003   |
| 9     | Der Titanic-Teddy         | 11. Juni 2003  |
| 10    | Freundschaftsdienst       | 18. Juni 2003  |
| 11    | Start ins Glück           | 25. Juni 2003  |